# Polyalthia persicifolia
Polyalthia persicifolia är en kirimojaväxtart som först beskrevs av Joseph Dalton Hooker och Thomas Thomson, och fick sitt nu gällande namn av Joseph Dalton Hooker och Thomas Thomson. Polyalthia persicifolia ingår i släktet Polyalthia och familjen kirimojaväxter. Inga underarter finns listade i Catalogue of Life.